# Vilfrido di York
San Vilfrido di York (Regno di Northumbria, 634 circa – Oundle, 24 aprile 709) è stato un vescovo britanno.
È venerato da tutte le Chiese che ammettono il culto dei santi. Visse in un periodo cruciale per il cristianesimo in Britannia: sebbene infatti sin dal V secolo la popolazione britannica fosse stata quasi interamente convertita alla religione cristiana, tuttavia le successive invasioni degli anglosassoni avevano riportato con prepotenza il culto delle antiche divinità pagane. A ciò si era aggiunta la lotta per il predominio tra la corrente del cosiddetto cristianesimo celtico e la tradizione della Chiesa di Roma.

## Biografia

### Le origini
Originario della Northumbria proveniva da una ricca famiglia ma all'età di quattordici anni abbandonò la sua casa a causa di un forte contrasto con la nonna paterna e venne inviato alla corte di Oswiu di Northumbria, dove attirò l'attenzione della regina Eanflæd di Northumbria, la quale, vista la sua forte devozione religiosa, lo pose sotto l'egida di un monaco di nome Cudda, proveniente dall'abbazia di Lindisfarne, divenuta un centro di diffusione del Cristianesimo celtico e allora guidata da Sant'Aidan. Il giovane Vilfrido studiò per breve tempo a Lindisfarne ma presto si trasferì a Canterbury alla corte del sovrano.

### Il viaggio a Roma
Successivamente la regina Eanflæd volle che Vilfrido accompagnasse il religioso Benedetto Biscop nel suo viaggio a Roma. Giunto a Lione attirò le simpatie del ricco arcivescovo Ennemondo (600-657) che desiderava porlo sotto la sua protezione e farlo sposare a sua nipote. Attirato inizialmente dagli agi e dal lusso del suo ospite, tuttavia il giovane Vilfrido decise di partire alla volta di Roma dove giunse nel 654 ed ottenne la benedizione da Papa Martino I. Dopo un breve periodo di soggiorno a Roma, mantenendo fede alla promessa fatta ad Ennemondo, il giovane Vilfrido fece ritorno a Lione dove rimase per circa tre anni. Nel frattempo, però, Ennemondo era caduto in disgrazia dopo la morte del suo protettore, re Clodoveo II, e venne arrestato e giustiziato per ordine del maestro di palazzo, Ebroino. Per non condividere la stessa fine, Vilfrido, facendo forza del suo status di ospite straniero, dovette fuggire e fare ritorno in patria nel 658.

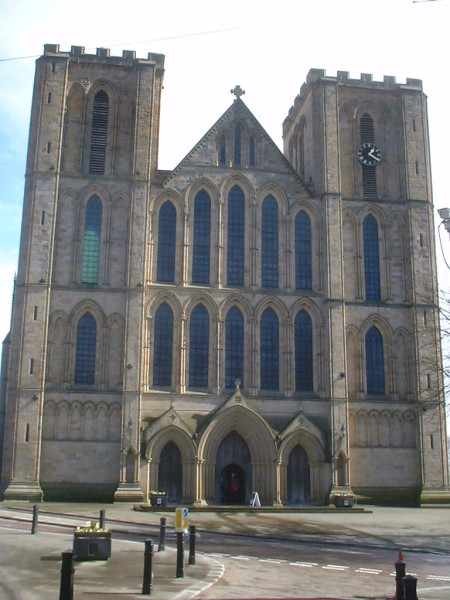
Foto della facciata della cattedrale fondata da San Vilfrido a Ripon.

All'età di soli ventisette anni Vilfrido fu destinato dal sovrano Alchfrith di Deira a guidare l'Abbazia di Ripon, nello Yorkshire, e, facendo uso di abili artigiani chiamati appositamente dalla Francia e dall'Italia, fece erigere la cattedrale di Ripon, e con l'intento di imporre l'adesione alla liturgia cristiana di Roma, introdusse tra i monaci sotto la sua guida la regola benedettina. Subito dopo venne ordinato sacerdote da sant'Agilberto, vescovo di Gewissæ, venuto dall'Europa per difendere la liturgia romana ed arrestare il diffondersi della liturgia celtica professata dai monaci dell'abbazia di Iona e dai discepoli di san Colombano.

### Il Sinodo di Whitby
Nel 664 Vilfrido partecipò al Sinodo di Whitby, voluto dal sovrano Oswiu di Northumbria e dove fu portavoce della fazione a favore della Chiesa di Roma e della sua liturgia, sconfiggendo l'abate Colmán di Lindisfarne, sostenitore dei monaci di Iona. Dopo la vittoria ottenuta, come segno dei suoi favori, il re Oswiu lo nominò nuovo arcivescovo di York al posto di Colmàn, ma, rifiutandosi di essere investito da un religioso di area anglosassone, si recò in Francia per essere consacrato a Compiègne.
Dopo essersi soffermato a lungo nel continente, durante il suo viaggio di ritorno in mare nel 666, fu vittima di un naufragio lungo le coste del Sussex. Ricacciato dalle popolazioni indigene ancora dedite al culto pagano, trovò rifugio nel Kent, nei pressi di Sandwich. Da lì fece il resto del viaggio via terra, solo per scoprire che in sua assenza il suo seggio era stato occupato da un nuovo vescovo, nella persona di Chad di Mercia. Dopo essersi ritirato nel suo monastero di Ripon, si diresse a meridione per diffondere come missionario il credo cristiano nel regno di Mercia, soprattutto nelle zone di Lichfield e nel Kent.
Durante la visita dell'arcivescovo di Canterbury, Teodoro di Tarso, nel 669, quest'ultimo volle regolarizzare la questione del seggio vescovile di York, sostenendo che l'elezione di Chad di Mercia non fosse valida, inducendo il vescovo in carica a ritirarsi e restituendo la carica all'esule Vilfrido.

### La caduta in disgrazia
Tuttavia le sorti di Vilfrido mutarono bruscamente alla morte di re Oswiu di Northumbria, a causa della successione al trono di suo figlio Ecgfrith nel 677, con il quale Vilfrido ebbe una lunga diatriba a causa della sposa di Ecgfrith, Eteldreda di Ely, che, secondo il giudizio di Vilfrido, non poteva vivere more uxorio con suo marito, in quanto il matrimonio non era mai stato consumato e poiché era desiderio della donna ritirarsi alla vita monastica. In concomitanza con ciò l'autorità di Vilfrido come arcivescovo fu minata dallo stesso Teodoro di Tarso, il quale, considerando troppo estesa l'area del suo ministero, lo suddivise in tre nuovi vescovati, Lindisfarne, Hexham, e Witherne. Vilfrido si oppose nettamente a questo smembramento appellandosi direttamente all'autorità di Roma, e scegliendo di recarvisi personalmente per presentare le sue rimostranze. Teodoro rispose a questa manifestazione di dissenso consacrando i tre nuovi vescovi nella stessa Cattedrale di York.
Giunto nel continente nel 677 si soffermò alla corte del re di Frisia Aldegisel, presso la sua corte di Utrecht, dove si soffermò fino al 678 per diffondere il credo cristiano in quelle terre, su invito dello stesso monarca. Lasciata la Frisia, giunse successivamente a Roma, dove Vilfrido espose il suo caso al cospetto di papa Agatone, il quale, radunato un concilio, decise in suo favore e ordinò di destituire i tre nuovi vescovi. Giunto nuovamente in patria, si presentò con la bolla papale in suo favore di fronte al Witan, tuttavia, il suo acerrimo nemico Ecgfrith approfittò della disputa per accusare ingiustamente Vilfrido di aver abusato della propria carica e lo fece imprigionare a Bambrough, da dove il vescovo destituito fu costretto all'esilio, dirigendosi nuovamente a diffondere il suo credo nel Sussex dove venne ospitato come esule dal re Æðelwealh del Sussex, in particolare nella zona di Selsey dove fondò l'omonima abbazia.

### Ultimi anni e morte

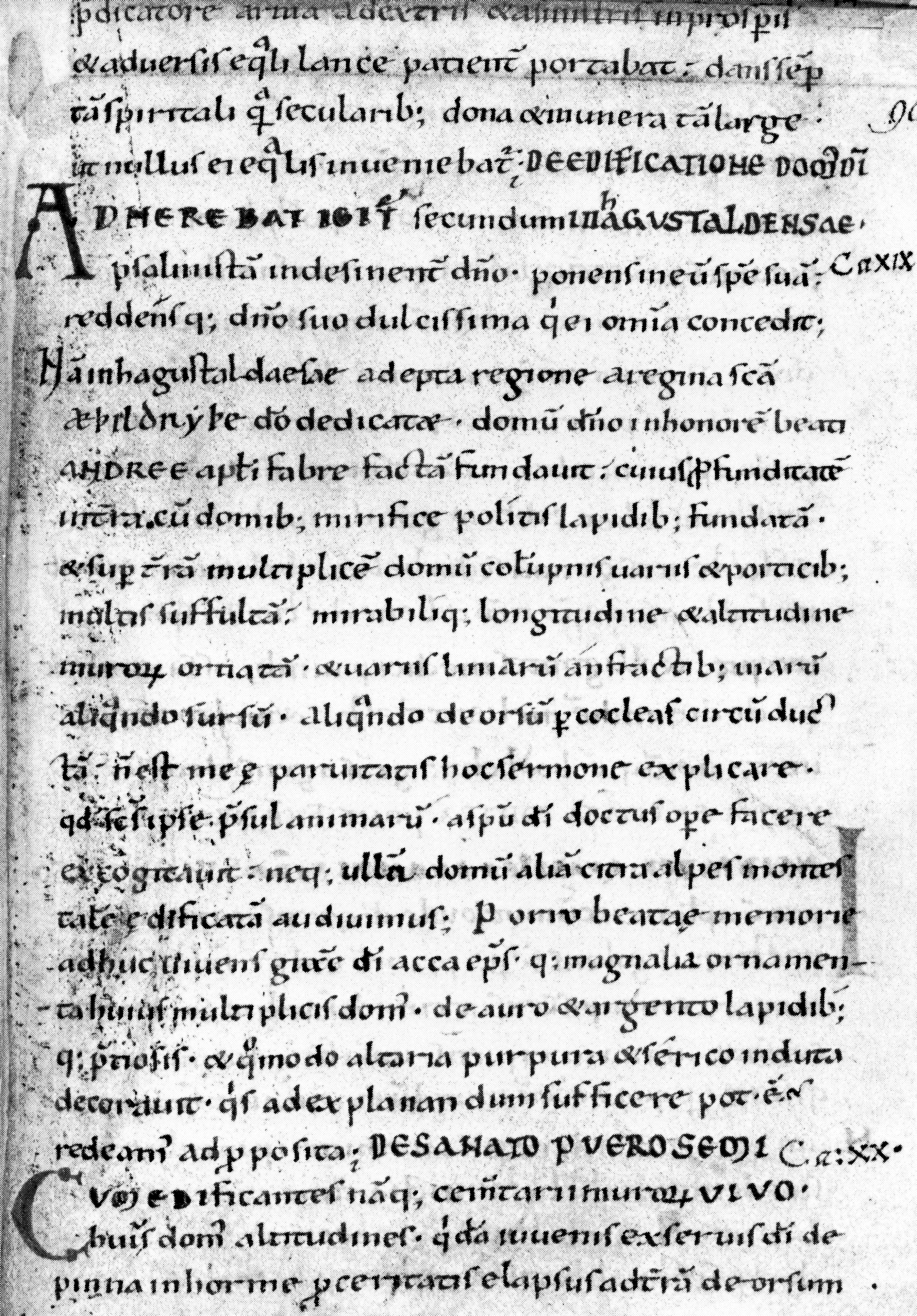
Pagina da un manoscritto dell'XI secolo della Vita di Wilfrido, che descrive la fondazione dell'Abbazia di Hexham

Riconciliatosi con Teodoro di Tarso cinque anni dopo, quest'ultimo riuscì ad ottenere nel 686 dal nuovo sovrano Aldfrith di Northumbria il ritorno di Vilfrido, che venne nominato vescovo di Hexham, e in seguito venne reintegrato nel suo seggio di York. Tuttavia, dopo un breve periodo di riconciliazione, Vilfrido entrò nuovamente in contrasto anche con Aldfrith, il quale chiese di riconoscere i cambiamenti attuati da Teodoro, ma anche questa volta, appellandosi alla volontà del papato, Vilfrido si recò per la terza volta a Roma nel 704 per rivendicare i suoi diritti. Dopo un lungo procedimento la sua causa fu nuovamente accolta in suo favore, ma, mentre era di ritorno in patria si ammalò gravemente nei pressi di Meaux. Fece appena in tempo a rientrare nel suo monastero di Ripon dove, accettando parzialmente lo smembramento del suo arcivescovato, si riconciliò con la gerarchia ecclesiastica in patria prima di morire nel 709 nei pressi di Oundle, nel Northamptonshire.

## Genealogia episcopale e successione apostolica
La genealogia episcopale è:
- Vescovo Agilberto di Parigi
- Vescovo Vilfrido di York

La successione apostolica è:
- Vescovo Oftfor di Worcester (691)
- Vescovo Suitbert da Kaiserswerth (693)